# Paul Goodison
Paul Goodison, né le 29 novembre 1977 à Sheffield,  est un skipper britannique qui a gagné une médaille d'or en catégorie Laser aux JO 2008.